# Санта-Фьора
Санта-Фьора (итал. Santa Fiora) — коммуна в Италии, располагается в области Тоскана, в провинции Гроссето.
Население составляет 2782 человека (2008 г.), плотность населения составляет 44 чел./км². Занимает площадь 63 км². Почтовый индекс — 58037. Телефонный код — 0564.
Коммуна Санта-Фьора разделена на фракции: Баньоло, Баньоре, Марронето, Сельва.
Покровителями коммуны почитаются святая Флора, празднование 29 июля, и святая Лукилла.

## Демография
Динамика населения:

## Администрация коммуны
- Официальный сайт: http://www.comune.santafiora.gr.it/